# Mirosław Cygański
Mirosław Cygański (ur. 14 stycznia 1925 w Warszawie, zm. 31 grudnia 2016 w Łodzi) – polski historyk, prof., dr hab., znawca historii nowożytnej Niemiec i stosunków polsko–niemieckich.

## Życiorys
Pod kierunkiem prof. Józefa Dutkiewicza ukończył studia historyczne na Wydziale Humanistycznym Uniwersytetu Łódzkiego. W 1966 obronił doktorat na Uniwersytecie im. Adama Mickiewicza w Poznaniu, a w 1976 uzyskał stopień doktora habilitowanego na podstawie pracy SS w polityce zagranicznej III Rzeszy w latach 1934-1945. W latach 1978–1997 pracował w zakładach Stosunków Międzynarodowych Instytutu Śląskiego w Opolu.
Był członkiem Polskiego Towarzystwa Historycznego, Oddział w Łodzi (od 1952) i Opolu (od 1978), Instytutu Zachodniego w Poznaniu (od 1973), Łódzkiego Towarzystwa Naukowego, Opolskiego Towarzystwa Przyjaciół Nauk, Bydgoskiego Towarzystwa Naukowego, Komitetu Badań Polonii PAN i Komisji Niemcoznawczej Oddziału PAN w Katowicach. Upowszechniał w Polsce wiedzę na temat dziejów Łużyczan.
Został pochowany na cmentarzu rzymskokatolickim Doły w Łodzi.

## Odznaczenia
- Złoty Krzyż Zasługi (2-krotnie),
- Złoty Medal Komisji Edukacji Narodowej[3].

## Publikacje
- Mniejszość niemiecka w Polsce centralnej w latach 1919–1939, Łódź 1962;
- Z dziejów okupacji hitlerowskiej w Łodzi, Łódź 1965;
- Zawsze przeciwko Polsce. Kariera Otto Ulitza, Warszawa 1966;
- Z dziejów Volksbundu (1921-1932), Opole 1966;
- Volksbund w służbie III Rzeszy 1933-1938, Opole 1968;
- Hitlerowskie organizacje dywersyjne w województwie śląskim 1931-1936, Katowice 1971;
- Hitlerowska V Kolumna w województwie śląskim i krakowskim w 1939 roku, Opole 1972.
- SS w polityce zagranicznej III Rzeszy w latach 1934–1945, Warszawa 1975;
- SS w ruchu narodowosocjalistycznym i w III Rzeszy 1925-1945, Poznań 1978;
- Niemieckie grupy etniczno-narodowościowe w państwach Europy środkowo-wschodniej w latach 1945–1988, Opole 1989;
- Polityka niemiecka RFN wobec NRD w latach 1969–1989/1990, Opole 1990;
- Polityka wschodnia Republiki Federalnej Niemiec w latach 1960/70-1988/89, Opole 1990;
- Zachodnioniemiecka lewica demokratyczna w walce o pokojowe oblicze RFN /1950-1989/90/, Opole 1990;
- Niemcy z krajów Europy Środkowo-wschodniej w polityce wschodniej Republiki Federalnej Niemiec w latach 1949–1993, Opole 1994;
- Terror i zbrodnie SS w okupowanych krajach Europy Środkowo-wschodniej w latach 1939–1945, Opole 1994;
- Zarys dziejów narodowościowych Łużyczan, Opole 1995;
- Terror i zbrodnie SS w okupowanych krajach /Jugosławii, Grecji, Albanii/ i w sąsiednich państwach satelickich III Rzeszy /Słowacja i Węgry/ w latach 1941–1944/1945: zagłada Żydów i Cyganów w czasie II wojny światowej, Opole 1995;
- Zarys dziejów narodowościowych Łużyczan Lata 1919–1997, Opole 1997;
- Polityka narodowościowa kierownictwa SS w okupowanych państwach germańskich i romańskich Europy Zachodniej i Północnej w latach 1940–1944/1945, Opole 1998;
- Niemieckie mniejszości narodowe w państwach Europy Środkowo-Wschodniej w latach 1945–1995, Opole 2000[2].